# Liste des cavités naturelles les plus longues des Hautes-Pyrénées
La liste des cavités naturelles les plus longues des Hautes-Pyrénées recense, sous forme de tableau(x), les cavités souterraines naturelles connues dans ce département français, dont le développement est supérieur ou égal à mille mètres.
La communauté spéléologique considère qu'une cavité souterraine naturelle n'existe vraiment qu'à partir du moment où elle est « inventée » c'est-à-dire découverte (ou redécouverte), inventoriée, topographiée et publiée. Bien sûr, la réalité physique d'une cavité naturelle est la plupart du temps bien antérieure à sa découverte par l'homme ; cependant tant qu'elle n'est pas explorée, mesurée et révélée, la cavité naturelle n'appartient pas au domaine de la connaissance partagée.
La liste spéléométrique des 28 plus longues cavités naturelles des Hautes-Pyrénées (≥ mille mètres) est actualisée à fin décembre 2020.
La plus longue cavité souterraine naturelle répertoriée dans le département des Hautes-Pyrénées est « le réseau d'Ardengost », sur les communes de Jézeau et Fréchet-Aure (cf. ligne 1 du tableau ci-dessous).
| \| Histogramme de la répartition des plus longues cavités naturelles des Hautes-Pyrénées par classe de développement -- Les 28 cavités citées fin 2020 sont réparties en 4 classes de développement -- \| \| \| \| \| \| \| \| \| \| \| \| \| \| \| classe I >= 5 000 m 2 cavité[s] \| classe II >= 2 000 m et < 5 000 m 10 cavités \| classe III >= 1 500 m et < 2 000 m 5 cavités \| classe IV >= 1 000 m et < 1 500 m 11 cavités \| \| |                                 |                                              |                                              |                                              |  |
| Le graphique qui aurait dû être présenté ici ne peut pas être affiché car il utilise l'ancienne extension Graph, désactivée pour des questions de sécurité. Des indications pour créer un nouveau graphique avec la nouvelle extension Chart sont disponibles ici . |                                 |                                              |                                              |                                              |  |
| Histogramme de la répartition des plus longues cavités naturelles des Hautes-Pyrénées par classe de développement -- Les 28 cavités citées fin 2020 sont réparties en 4 classes de développement -- |                                 |                                              |                                              |                                              |  |
| |                                 |                                              |                                              |                                              |  |
| | classe I >= 5 000 m 2 cavité[s] | classe II >= 2 000 m et < 5 000 m 10 cavités | classe III >= 1 500 m et < 2 000 m 5 cavités | classe IV >= 1 000 m et < 1 500 m 11 cavités |  |

## Cavités des Hautes-Pyrénées (France) de développement supérieur à5 000 mètres
2 cavités sont recensées dans cette « classe I » au 31 décembre 2020.
| Réf. | Cavité (autres noms) | Commune                                                                | Massif ou zone                 | Coordonnées (WGS 84)        | Développe. (mètres) | Dénivel. (mètres) | Sources ou références                                                     | Mise à jour |
| ---- | -------------------- | ---------------------------------------------------------------------- | ------------------------------ | --------------------------- | ------------------- | ----------------- | ------------------------------------------------------------------------- | ----------- |
| 1    | Réseau d'Ardengost   | Jézeau & Fréchet-Aure                                                  | Massif de Nistos - Sarrancolin | 42° 55′ 04″ N, 0° 24′ 14″ E | +013 720, m         | +0450, m          | Yves André, CDS 65, plongeesouterraine.org, Spelunca no 96 & Grottocenter | 2018-11     |
| 2    | Grottes de Bétharram | Lestelle-Bétharram, Saint-Pé-de-Bigorre & Asson (Pyrénées-Atlantiques) | Saint-Pé-de-Bigorre            | 43° 06′ 00″ N, 0° 11′ 55″ O | +008 250, m         | +0115, m          | Spéléométrie de la France                                                 | 2000-00     |

## Cavités des Hautes-Pyrénées (France) de développement compris entre2 000 mètreset4 999 mètres
10 cavités sont recensées dans cette « classe II » au 31 décembre 2020.
| Réf. | Cavité (autres noms)  | Commune             | Massif ou zone                         | Coordonnées (WGS 84)        | Développe. (mètres) | Dénivel. (mètres) | Sources ou références                                                             | Mise à jour |
| ---- | --------------------- | ------------------- | -------------------------------------- | --------------------------- | ------------------- | ----------------- | --------------------------------------------------------------------------------- | ----------- |
| 3    | Puts dets Tachous     | Saint-Pé-de-Bigorre | Saint-Pé-de-Bigorre                    | 43° 04′ 35″ N, 0° 11′ 28″ O | +004 500, m         | +0804, m          | GSHP de Tarbes & karsteau.org                                                     | 2000-00     |
| 4    | Grottes du Roy        | Lourdes,Omex        | Saint-Pé-de-Bigorre                    | 43° 05′ 38″ N, 0° 04′ 36″ O | +004 500, m         | +0301, m          | karsteau.org                                                                      | 2019-03     |
| 5    | Gouffre du Quéou      | Saint-Pé-de-Bigorre | Saint-Pé-de-Bigorre                    | 43° 03′ 53″ N, 0° 10′ 13″ O | +004 470, m         | +0458, m          | karsteau.org, GSHP de Tarbes & Spelunca n°139                                     | 2025-03     |
| 6    | Gouffre de la Ménère  | Saint-Pé-de-Bigorre | Saint-Pé-de-Bigorre                    | 43° 04′ 49″ N, 0° 11′ 23″ O | +004 100, m         | +0765, m          | GSHP de Tarbes & karsteau.org                                                     | 2000-00     |
| 7    | Gouffre de la Ratasse | Salles              | Saint-Pé-de-Bigorre                    | 43° 02′ 28″ N, 0° 10′ 29″ O | +003 800, m         | +0445, m          | GSHP de Tarbes & Spéléoc n°121 & karsteau.org                                     | 2000-00     |
| 8    | Grottes de Médous     | Asté                | Massif de Bagnères de Bigorre - Campan | 43° 02′ 29″ N, 0° 09′ 33″ E | +003 500, m         | +0055, m          | karsteau.org                                                                      | 2000-00     |
| 9    | Grotte Devaux         | Gavarnie-Gèdre      | Cirque de Gavarnie                     | 42° 41′ 17″ N, 0° 00′ 08″ E | +002 987, m         | +0142, m          | karsteau.org & Karstologia Mémoires n°22 - SYMPOSIUM 02 - Caving and explorations | 2022-08     |
| 10   | Gouffre de Gavarnie   | Gavarnie-Gèdre      | Cirque de Gavarnie                     | 42° 42′ 14″ N, 0° 02′ 44″ O | +002 741, m         | +0281, m          | karsteau.org                                                                      | 2000-00     |
| 11   | Tute Titouanouk       | Lomné               | Baronnies                              | 43° 02′ 55″ N, 0° 17′ 40″ E | +002 050, m         | +0049, m          | Spelunca n°134, 2014                                                              | 2020-01     |
| 12   | Système Abadie        | Saint-Pé-de-Bigorre | Saint-Pé-de-Bigorre                    | 43° 05′ 09″ N, 0° 10′ 35″ O | +002 000, m         | +0366, m          | GSHP de Tarbes & karsteau.org                                                     | 2017-01     |

## Cavités des Hautes-Pyrénées (France) de développement compris entre1 500 mètreset1 999 mètres
5 cavités sont recensées dans cette « classe III » au 31 décembre 2020.
| Réf. | Cavité (autres noms)    | Commune             | Massif ou zone                         | Coordonnées (WGS 84)        | Développe. (mètres) | Dénivel. (mètres) | Sources ou références                                        | Mise à jour |
| ---- | ----------------------- | ------------------- | -------------------------------------- | --------------------------- | ------------------- | ----------------- | ------------------------------------------------------------ | ----------- |
| 13   | Grottes de Laspugne     | Labastide           | Baronnies                              | 43° 01′ 59″ N, 0° 20′ 46″ E | +001 800, m         | +0088, m          | Spéléométrie de la France                                    | 2018-01     |
| 14   | Grotte du Bédat         | Bagnères-de-Bigorre | Massif de Bagnères de Bigorre - Campan | 43° 03′ 29″ N, 0° 08′ 25″ E | +001 500, m         | +0132, m          | karsteau.org                                                 | 2000-00     |
| 15   | Gouffre de la Borne 109 | Saint-Pé-de-Bigorre | Saint-Pé-de-Bigorre                    | 43° 05′ 07″ N, 0° 08′ 28″ O | +001 500, m         | +0108, m          | GSHP de Tarbes, Grottocenter, Thomas Braccini & karsteau.org | 2000-00     |
| 16   | Gouffre de Coume Bère   | Hèches              | Baronnies                              | 42° 58′ 41″ N, 0° 20′ 38″ E | +001 500, m         | +0478, m          | karsteau.org                                                 | 2025-03     |
| 17   | Gouffre d'Esparros      | Esparros            | Baronnies                              | 43° 01′ 50″ N, 0° 19′ 48″ E | +001 500, m         | +0130, m          | karsteau.org                                                 | 2017-08     |

## Cavités des Hautes-Pyrénées (France) de développement compris entre1 000 mètreset1 499 mètres
11 cavités sont recensées dans cette « classe IV » au 31 décembre 2020.
| Réf. | Cavité (autres noms)     | Commune              | Massif ou zone                 | Coordonnées (WGS 84)        | Développe. (mètres) | Dénivel. (mètres) | Sources ou références                        | Mise à jour |
| ---- | ------------------------ | -------------------- | ------------------------------ | --------------------------- | ------------------- | ----------------- | -------------------------------------------- | ----------- |
| 18   | Trou de la Poutge        | Beyrède-Jumet-Camous |                                | 42° 57′ 48″ N, 0° 17′ 27″ E | +001 490, m         | +0164, m          | karsteau.org                                 | 2017-11     |
| 19   | Gouffre du Paybou        | Saint-Pé-de-Bigorre  | Saint-Pé-de-Bigorre            | 43° 03′ 59″ N, 0° 10′ 55″ O | +001 400, m         | +0181, m          | karsteau.org & GSHP de Tarbes                | 2018-03     |
| 20   | Grotte de Prat det Nym   | Bulan                | Baronnies                      | 43° 02′ 49″ N, 0° 17′ 26″ E | +001 350, m         | +0059, m          | Spelunca n°101                               | 2000-00     |
| 21   | Réseau Hayau - Bouhadère | Saint-Pé-de-Bigorre  | Saint-Pé-de-Bigorre            | 43° 05′ 16″ N, 0° 08′ 37″ O | +001 300, m         | +0162, m          | GSHP de Tarbes & karsteau.org                | 2000-00     |
| 22   | Oueilh de la Bau         | Sarrancolin          | Massif du Nistos - Sarrancolin | 42° 57′ 48″ N, 0° 23′ 19″ E | +001 255, m         | +0048, m          | karsteau.org                                 | 2017-11     |
| 23   | Gouffre de l'Artigaléou  | Esparros             | Baronnies                      | 43° 00′ 39″ N, 0° 16′ 58″ E | +001 182, m         | +0057, m          | Jean-Yves Bigot                              | 2018-11     |
| 24   | Gouffre des Moustalhous  | Saint-Pé-de-Bigorre  | Saint-Pé-de-Bigorre            | 43° 04′ 41″ N, 0° 10′ 14″ O | +001 100, m         | +0170, m          | Spéléoc n°122, GSHP de Tarbes & karsteau.org | 2000-00     |
| 25   | Gouffre de Tuquerouye    | Gavarnie-Gèdre       | Cirque de Gavarnie             | 42° 42′ 12″ N, 0° 02′ 32″ E | +001 100, m         | +0215, m          | Spéléométrie de la France                    | 2000-00     |
| 26   | Grotte du Mélat          | Saint-Pé-de-Bigorre  | Saint-Pé-de-Bigorre            | 43° 06′ 06″ N, 0° 11′ 04″ E | +001 060, m         | +0054, m          | GSHP de Tarbes & karsteau.org                | 2000-00     |
| 27   | Gouffre du Col d'Espade  | Salles               | Saint-Pé-de-Bigorre            | 43° 02′ 48″ N, 0° 10′ 43″ E | +001 000, m         | +0415, m          | karsteau.org                                 | 2015-12     |
| 28   | Grotte des Castagnets    | Saint-Pé-de-Bigorre  | Saint-Pé-de-Bigorre            | 43° 05′ 27″ N, 0° 09′ 30″ O | +001 000, m         | +0042, m          | karsteau.org & GSHP de Tarbes                | 2017-01     |